# Listă de ziare și reviste
- Financial Times - ziar financiar
- OhmyNews
- InfoEconomic - săptămânal economic dedicat middle managementului

## Turcia
- Cumhuriyet

## România
- Listă de ziare din România
- Listă de reviste din România